# Calcutta Stock Exchange
Calcutta Stock Exchange (w skrócie CSE) – jedna z największych giełd papierów wartościowych w Indiach. Jej siedziba znajduje się w Kolkacie.
Historia giełdy w Kalkucie sięga roku 1836, kiedy po raz pierwszy zaczęto handlować papierami wartościowymi w tym mieście. Początkowo handel nie był w żaden sposób sformalizowany i dopiero w maju 1908 została utworzona Calcutta Stock Exchange Association. 
We wrześniu 2006 na CSE notowane były akcje ponad 3500 spółek.
Najważniejszymi indeksami akcji notowanych na CSE są CSE 40 oraz CSE 50.